# NGC 1402
NGC 1402 је спирална галаксија у сазвежђу Еридан која се налази на NGC листи објеката дубоког неба.
Деклинација објекта је - 18° 31' 37" а ректасцензија 3h 39m 30,4s. Привидна величина (магнитуда) објекта NGC 1402 износи 13,3 а фотографска магнитуда 14,3. NGC 1402 је још познат и под ознакама ESO 548-61, MCG -3-10-23, IRAS 03372-1841, PGC 13467.